# Gottfried Kottmann
Gottfried Kottmann (15 ottobre 1932 – 6 novembre 1964) è stato un bobbista svizzero.

## Biografia
Viene ricordato come vincitore di una medaglia di bronzo nella sua disciplina, ottenuta ai campionati mondiali del 1960 (edizione tenutasi a Cortina d'Ampezzo, Italia) insieme ai connazionali Max Angst, Hansjörg Hirschbühl e René Kuhl
Nell'edizione l'oro andò all'Italia, l'argento alla nazionale tedesca.